# Maria Melato
Maria Melato (16 de octubre de 1885 – 24 de agosto de 1950) fue una actriz teatral, radiofónica y cinematográfica de nacionalidad italiana.

## Biografía
Nacida en Reggio Emilia, Italia, su padre era el maestro de esgrima Silvio Melato. Melato demostró desde su infancia un particular interés en la actuación, e inició su carrera artística con la compañía de Berti-Masi en 1903. Más adelante hizo papeles de amorosa en la compañía de Teresa Mariani y Vittorio Zampieri, siendo después primera actriz joven en la agrupación de Irma Gramatica y Flavio Andò. Pero su madurez teatral llegó bajo la guía severa y apasionada de Virgilio Talli, el principal director teatral de la época. Con él, desde 1909 a 1921, compuso junto a Annibale Betrone y Alberto Giovannini un famoso trío: hasta 1918 con un repertorio clásico, y después experimentando con textos más actuales y de temática moderna como el de Luigi Pirandello - Vestire gli ignudi, Así es (si así os parece) -, o los de autores como Rosso di San Secondo, Massimo Bontempelli y Gabriele D'Annunzio.
En 1921 se produjo un momento importante en su carrera: Melato dejó la compañía de Talli y se hizo directora teatral con Bentrone. Inició su período de mayor fervor artístico, durante el cual se ocupó de todos los aspectos del arte teatral, desde la dirección a la adaptación de los textos, de la formación de los actores a la creación del vestuario. En 1922 formó varias compañías teatrales, en 1923 y 1925 llevó sus espectáculos a América Latina obteniendo gran éxito, en 1927 triunfó en el Vittoriale degli italiani con la interpretación de La figlia di Jorio de D'Annunzio. 
En la década de 1930 la Melato hubo de volver a temas más tradicionales, respondiendo a las pautas de la época y formando una compañía propia, todavía con Bentrone y bajo la dirección de Luigi Carini. Convertida por sus admiradores en una Eleonora Duse por la misma tensión emocional y la exasperada sensibilidad de sus actuaciones, poseía un registro vocal que la inducía a excesos técnicos, tanto que maliciosamente era acusada de 'cantar'. En el trienio 1937-40 fue protagonista de La duchessa di Padova de Oscar Wilde y de La Tosca de Victorien Sardou, junto a Piero Carnabuci y Gino Sabbatini, y en 1938 se asoció a la Compañía Ninchi-Abba-Pilotto. Tras la Segunda Guerra Mundial volvió a interpretar a D'Annunzio, Mario Praga, Dario Niccodemi, Jean Cocteau y otros, pero la actriz, ya con más de sesenta años, empezaba a perder fama, y debía interpretar papeles de reparto, además de trabajo radiofónico.
Se retiró de la escena en 1948 con Casa paterna, de Hermann Sudermann, retirándose después a Versilia. 
Melato también actuó en el cine interpretando algunas películas. Del período mudo fueron Ritorno (1914), Anna Karenina (1917) y Il volo degli aironi (1920), que actualmente, por desgracia, se consideran perdidas. De todas maneras, sus actuaciones cinematográficas, tanto mudas como sonoras, fueron de escasa significación.
Maria Melato falleció en Lucca, Italia, en 1950, a causa de una caída desde un tren cuando viajaba a Turín para la transmisión radiofónica de La sacra fiamma, de William Somerset Maugham. Fue enterrada en el cementerio monumental de Reggio Emilia junto a Romolo Valli.

## Teatro radiofónico en la RAI
- La signora Rosa (1950), de Sabatino Lopez, dirección de Umberto Benedetto, con Nora Pancrazi y Lina Acconci.

## Filmografía
- La principessa del sogno, de Roberto Savarese, Maria Teresa Ricci (1942)
- Redenzione, de Marcello Albani (1942)
- Quartieri alti, de Mario Soldati (1943)
- Il fabbro del convento, de Max Calandri (1947)